# 乳头毛

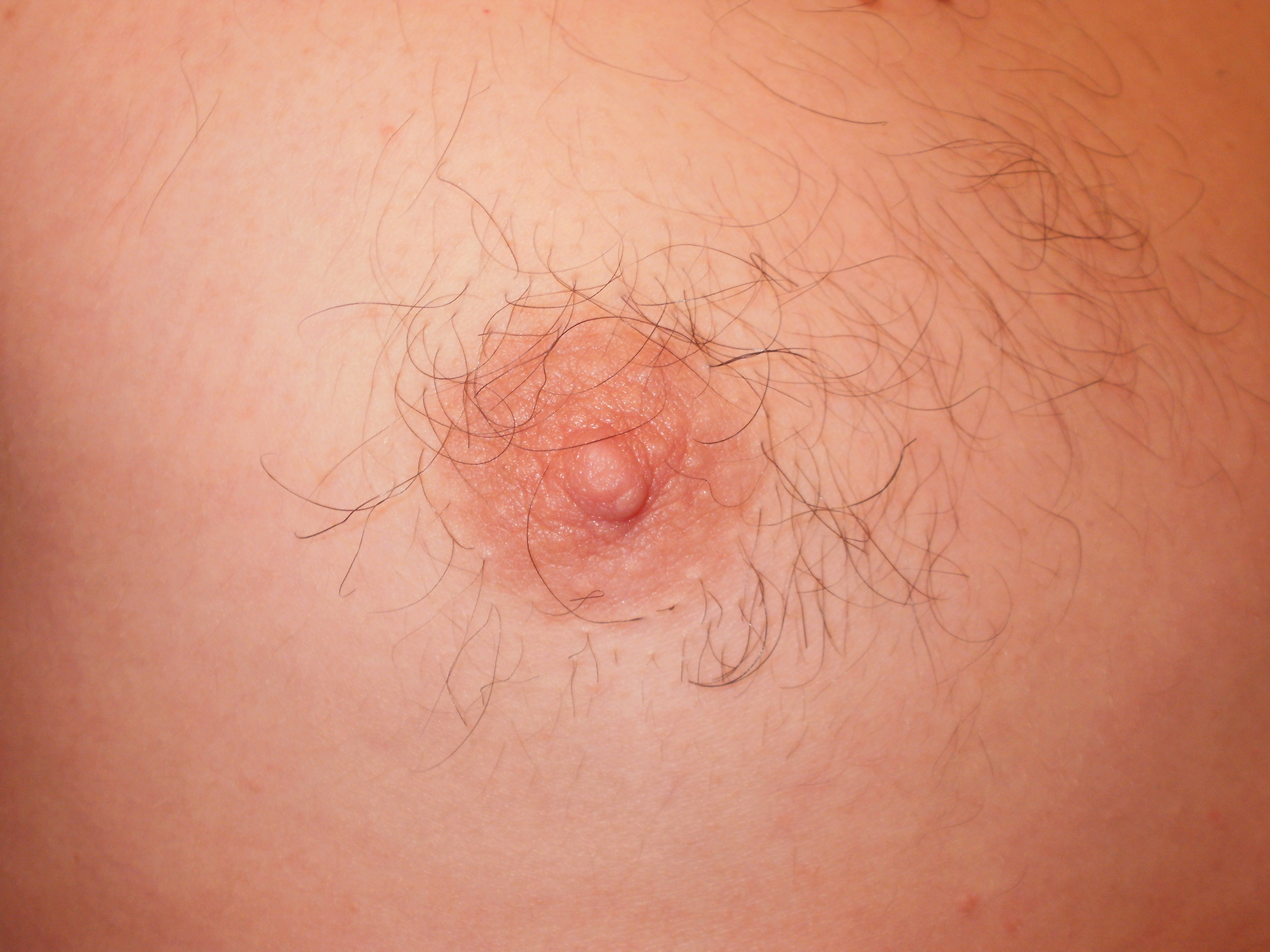

乳頭毛是指生長在乳暈上的體毛，是男性第二性徵之一。受雄激素影響，幾乎每個成年男人都有，只是多寡的分別。部份女性也有，當中避孕藥引起的荷爾蒙水平變化的嫌疑最大。然而，若然女性發現乳頭及乳暈上的體毛愈來愈濃密，就要擔心是否有可能是多囊卵巢綜合症或柯興氏綜合症引起的表徵。